# Rio Pardo (afluente do rio Grande)
O rio Pardo é um rio brasileiro afluente de margem esquerda do rio Grande, que banha os estados de Minas Gerais e São Paulo. Sua nascente localiza-se no município de Ipuiúna, sul de Minas Gerais, passando pelos municípios de Santa Rita de Caldas, Caldas, Campestre, Bandeira do Sul, Poços de Caldas e Botelhos. Daí, entra no estado de São Paulo no município de Caconde, corta o município de São José do Rio Pardo e avança rumo noroeste, atravessando a rica região cafeeira conhecida como Califórnia Paulista. Ali, passa por importantes municípios, entre eles Jaborandi, Santa Rosa de Viterbo, São Simão, Mococa, Casa Branca, Tambaú, Cajuru, Altinópolis, Jardinópolis, Ribeirão Preto, Pontal, Sertãozinho, Viradouro, Barretos e Guaíra, até desembocar no Rio Grande, na divisa entre São Paulo e Minas Gerais. É interessante ressaltar que boa parte do volume de água deste rio provém do Rio Mojiguaçu, após a sua junção no município de Pontal.
Seu curso total é de 573 km. O rio Pardo tem grande aproveitamento hidroelétrico, formando as represas Euclides da Cunha, Limoeiro e Caconde.

## Afluentes
- Margem sul:
  - Córrego Cajuru[6]
  - Ribeirão Vermelho[6]
  - Rio Velho
  - Rio Mogi-Guaçu
  - Rio Tambaú
  - Rio do Peixe
  - Ribeirão Turvo
  - Ribeirão Preto
  - Ribeirão das Palmeiras
  - Ribeirão do Banharão
  - Córrego das Pedras
  - Rio Verde, no município de Itobi
- Margem norte:
  - Rio Guaxupé
  - Rio Araraquara
  - Ribeirão do Agudo, no município de Morro Agudo
  - Ribeirão do Indaiá, no município de Morro Agudo
  - Ribeirão do Rosário, no município de Morro Agudo